# فرانك بريتو
فرانك بريتو (بالإنجليزية: Frank Brett)‏ (10 مارس 1899 - 21 يوليو 1988) هو لاعب كرة قدم بريطاني (وحمل سابقاً جنسية المملكة المتحدة لبريطانيا العظمى وأيرلندا) في مركز الدفاع. لعب مع أستون فيلا ومانشستر يونايتد.